# Tanysphyrus ussuriensis
Tanysphyrus ussuriensis (лат.) — вид жуков из семейства брахицерид (Brachyceridae).

## Распространение
Распространён в Приморском крае.

## Описание
Жук очень маленьких размеров, в длину достигает всего 1,2—1,6 мм. Второй сегмент жгутика усиков в два раза короче первого, от третьего по шестой чуть поперечные, расширенные к вершине. Надкрылья в 1,4 раза длиннее ширины, приподнятые в основании и перед вершиной. Головотрубка самца в основании, а у самки от основания до вершины равномерно изогнутая, расширенная на вершине. Светлые, прилегающие стекловидные чешуйки на теле и бёдрах с голубым или зелёным металлическим блеском.

## Экология
Личинки минёры листьев ряски малой (Lemna minor) и многокоренника обыкновенного (Spirodela polyrhiza). Встречается этот вид на заводях, старицах, озёрах и рисовых чеках.